# Вороний В'ячеслав Олегович
Вячеслав Олегович Вороний — полковник Збройних сил України, учасник російсько-української війни, що відзначився під час російського вторгнення в Україну в 2022 році. У 2008 році обіймав посаду командира вертолітної ланки 3-го окремого полку армійської авіації 8-го армійського корпусу

## Життєпис
Був начальником групи підготовки, льотчиком 1 класу, учасником бойових дій і миротворчих місій ООН, лицарем ордена Богдана Хмельницького III ступеня. З перших днів повномасштабного вторгнення РФ був вертолітником, брав участь в евакуації поранених з «Азовсталі». Загинув 5 квітня 2022 року під час евакуації поранених зі збитого гвинтокрила Мі-8.

## Сім'я
Загинув 5 квітня 2022 під час польоту з Дніпра в Маріуполь. На його порятунок був відправлений ще один вертоліт, але на жаль і його підбили. У В'ячеслава Вороного залишилася дружина та дві доньки.

## Загибель
Похорон відбувся 2 лютого 2024.

## Нагороди
- орден «Богдана Хмельницького» III ступеня (2022) — за особисту мужність і самовіддані дії, виявлені у захисті державного суверенітету та територіальної цілісності України, вірність військовій присязі[3].